# Исупов, Аким Петрович
 Аки́м Петро́вич Ису́пов  (1754,  Российская империя —  ?) — российский государственный деятель,   коллежский советник, вице-губернатор Могилёвской губернии.

## Биография
Родился в 1754 году. На службе с 1766 года берейторским учеником в придворной конюшенной конторе. В 1770 году рейт-паж; 22 сентября 1773 года пожалован в поручики и в кавалергардский корпус в кавалергарды, с зачислением в списки Великолуцкого пехотного полка, в 1779 году произведен в капитаны.
В 1775 году послан для объявления Кучук-Кайнарджиского мира в Симбирскую провинцию, за что он получил Монаршее благоволение; затем он был комиссаром корпуса. 7 октября 1785 года отстранен от военной службы по болезни к статским делам в чине секундант-майора. Через неделю Исупов поступил контролером в Санкт-Петербургский воспитательный дом, в 1790 году назначен опекуном опекунского совета, с переименованием в коллежские асессоры.
В 1793 году произведен в надворные советники, в 1800 году в коллежские советники. В 1801 году определен в Нижний-Новгород в ратгауз  президентом, в 1803 году назначен вице-губернатором Могилёвской губернии. В 1805 году произведен в статские советники, в 1808 году награждён орденом святой Анны 2-й степени.  В 1809 году Исупов получил Высочайшее благоволение за отличную деятельность в производстве дел и надлежащий порядок в казенной палате и совершенную точность в хранении казны и в том же году 14.07., награждён орденом святого Владимира 4-й степени.
Был женат и имел детей: Петра, Елизавету и Марию.